# شرایط پله‌ای
شرایط پله ای به شرایطی در چرخه آب گفته می‌شود که یک ماده از جامد به مایع یا از مایع به گاز تبدیل شود به همین دلیل تبخیر از سطح پوشیده از برف به هیچ عنوان در چرخه آب یا سیکل هیدرولوژی قرار نمی‌گیرد.